# Mark Twain
Samuel Langhorne Clemens (Florida, Missouri, 30. studenog 1835. - Redding, Connecticut, 21. travnja 1910.), američki književnik, autor glasovitih romana Pustolovine Toma Sawyera (1876.) i Pustolovine Huckleberryja Finna (1884., 1885.) smještenih na obale rijeke Mississippi američkog Juga. Njegovom pojavom u američkoj književnosti završava dominacija autora iz Nove Engleske. Već za života stječe međunarodnu slavu. Utjecao je na Faulknera i Hemingwaya, i bio jedan od nekolicine prijatelja Nikole Tesle. Istaknuti humorist svjetske književnosti, prvi je američki romanopisac izrastao neovisno od europske tradicije. Nazivaju ga ocem američke književnosti.

## Život i djelo

#### Djetinjstvo i mladost
Pravim imenom Samuel Langhorne Clemens, rođen je 30. studenog 1835. u mjestu Florida u Missouriju. Majka Jane (rođena Lampton; 1803. – 1890.) je bila iz Kentuckya, a otac John Marshall Clemens (1798. – 1847.) po rođenju iz Virginije. Roditelji su mu se sreli kad se otac preselio u Missouri, te se vjenčali nekoliko godina kasnije (1823.). Bio je šesto od sedmero djece, od kojih je samo troje preživjelo djetinjstvo: brat Orion (1825. – 1897.), zatim Henry koji je kasnije preminuo u eksploziji riječnog broda (1838. – 1858.), i sestra Pamela (1827. – 1904.). Njegova sestra Margaret (1833. – 1839.) umrla je u dobi od tri godine, brat Benjamin (1832. – 1842.) u dobi od deset, dok je brat Pleasant (1828–1829) živio svega šest mjeseci.
Kada mu je bilo četiri godine s roditeljima seli u Hannibal, lučki grad na rijeci Mississippi, gdje pohađa osnovnu školu. Otac mu je bio odvjetnik i sudac. Nakon očeve smrti od upale pluća (1847.), kreće u tiskarski zanat. Kasnije je radio kao tiskar u Keokuku (Iowa), New Yorku, Philadelphiji, Pennsylvaniji i drugdje po SAD-u. Potom je bio kormilar na parobrodu na rijeci Mississippi sve do početka američkoga građanskog rata 1861., kada je na kratko pristupio konjaništvu Konfederacije. Kasnije te godine pridružio se bratu u novoosnovanom teritoriju Nevada gdje je radio u rudniku srebra. 

#### Književnost
Godine 1862. postaje izvjestitelj novina Territorial Enterprise u mjestu Virginia City u Nevadi, a 1863. počinje pisati članke za iste novine pod pseudonimom Mark Twain. Na rijeci Mississippi ta fraza znači "dva hvata duboko". Nakon preseljenja u Kaliforniju, točnije u San Francisco 1864. godine susreće američke pisce Artemusa Warda i Breta Hartea koji ga podupiru u njegovu radu. Godine 1865. preradio je bajku koju je čuo na kalifornijskim zlatnim poljima i objavio je pod naslovom The Celebrated Jumping Frog of Calaveras County. Za nekoliko mjeseci djelo je postalo veoma popularno. 
Godine 1867. predaje u New Yorku, a iste godine posjećuje Europu i Palestinu. Ta putovanja opisao je u knjizi The Innocents Abroad (1869.) koja preuveličava aspekte europske kulture, a koja je impresionirala američke turiste. Uskoro se (1870.) ženi Olivijom Langdon. Nakon kratkog boravka u gradu Buffalo (država New York) mladi bračni par seli u Hartford u Connecticutu.
Većina Twainovih najboljih djela napisana je tijekom 1870-ih i 1880-ih u Hartfordu, te u vrijeme ljeta na farmi Quarry pokraj mjesta Elmira (država New York). Djelo Roughing It (1872.) potanko opisuje njegove rane pustolovine u doba kada je bio rudar i novinar. Pustolovine Toma Sawyera (1876.) slave djetinjstvo u gradu na obali Mississippija, dok djelo A Tramp Abroad (1880.) opisuje putovanje kroz njemački Schwarzwald. Roman Kraljević i prosjak (1882.) knjiga je za djecu fokusirana na zamjenu identiteta u tudorskoj Engleskoj. Život na Mississippiju iz 1883. kombinira autobiografski prikaz vlastitih iskustava kao riječnog pilota. Roman Yankee na dvoru kralja Arthura iz 1889. godine satirično je djelo na temu tlačenja ljudi u feudalnoj Engleskoj. Pustolovine Huckleberryja Finna (1884.) nastavak su Toma Sawyera i općenito se smatra Twainovim najboljim djelom. U romanu je riječ o dječaku zvanom Huck koji bježi od svoga oca na splavi rijekom Mississippi s odbjeglim robom Jimom. Ovo djelo, između ostalog, daje čitatelju sliku života na rijeci Mississippi prije građanskog rata.
Iste godine kada se pojavio Huckleberry Finn, Twain osniva tvrtku Charles L. Webster and Company kako bi objavljivao svoja djela i djela drugih pisaca. Najpoznatije djelo koje je ta tvrtka objavila bili su Osobni memoari (dva sveska, 1885. – 1886.) američkog ratnog generala i predsjednika Granta. Loša investicija u automatski pisaći stroj dovela je tvrtku do bankrota (1894.). Uspješna predavanja širom svijeta i knjiga koja je nastala na osnovu tih putovanja Following the Equator (1897.) otplatili su Twainove dugove. 

#### Kasnija faza i smrt
Njegov rad u vrijeme 1890.-ih i 1900.-ih označen je rastućim pesimizmom i gorčinom, prouzročeni njegovim poslovnim neuspjehom, a kasnije i smrću supruge i dviju kćeri. Značajna djela iz tog razdoblja su Pudd'nhead Wilson (1894.) - novela čija radnja je smještena na Jug SAD-a prije građanskog rata u kojoj kritizira rasizam. Personal Recollections of Joan of Arc (1896.) je sentimentalna biografija Ivane Orleanske. Kasnija djela uključuju dvije kratke priče The Man That Corrupted Hadleyburg (1899.) i The War Prayer (1905.). Riječ je o filozofskim, socijalnim i političkim esejima. Rukopis djela Tajanstveni stranac je ostao nekompletan, a djelo je objavljeno postumno 1916. godine. Primio je počasni doktorat Oxfordskog sveučilišta 1907. godine. U posljednjim godinama života je pisao manje, ali je često javno govorio o mnogim temama. Ostao je zapamćen i po odijelima s bijelim crtama koja je uvijek nosio u javnim nastupima. Preminuo je u mjestu Stormfieldu.

## Nasljeđe i utjecaj
Twainov rad inspiriran je nekonvencionalnim Zapadom, a popularnost njegovih djela označila je kraj dominacije, u američkoj literaturi, pisaca iz Nove Engleske. Stekavši već za života slavu svojim satiričnim romanima, predavanjima i živahnim duhom, kretao se u najvišim krugovima pisaca, industrijalaca i europske aristokracije svoga vremena. Bio je jedan od rijetkih prijatelja Nikole Tesle. Kasniji slavni američki pisci Ernest Hemingway i William Faulkner pozivali su se na Twaina kao na svoju inspiraciju. Suvremenik i prijatelj William Dean Howells ga naziva Lincolnom u književnosti.
Twain je ostavio za sobom nedovršenu autobiografiju koju je 1924. objavila njegova tajnica Alberta Bigelow Paine. U prvoj polovici 1990. pronađen je u Hollywoodu izvorni rukopis Huckleberryja Finna. Nakon duže sudske borbe za pravo vlasništva, taj je rukopis kao i drugi do tada neobjavljeni materijali dodijeljen javnoj knjižnici Buffalo i Erie County (New York) 1992. Četiri godine kasnije (1996.) objavljeno je revidirano izdanje Huckleberryja Finna uključujući i neobjavljene materijale.
Američki predsjednik Harry Truman je na stolu držao uokviren Twainov citat. Držeći predizborni govor u Twainovom Missouriju 2008., Barack Obama mu odaje počast kao najvećem američkom satiričaru. U povodu stote godišnjice njegove smrti, tijekom 2010. nastaje niz znanstvenih i stručnih radova koji s raznih stajališta proučavaju njegov književni opus i utjecaj.

## Odabrana djela
- Pustolovine Toma Sawyera (1876.)
- Kraljević i prosjak (1882.)
- Život na Mississipiju (1883.)
- Pustolovine Huckleberryja Finna (1884.)
- Yankee na dvoru kralja Arthura (1889.)
- Tajanstveni stranac (1916.)

## U popularnoj kulturi
- U epizodi crtanog filma Johnny Bravo Kraljević i tupan Mark Twain se pojavljuje na njezinom samom kraju, optužujući kraljevića Johnnyja Brava i njegova dvojnika tupana da su izokrenuli priču njegova romana Kraljević i prosjak. Na kraju biva bačen u tamnicu.

## Vanjske poveznice
- Sabrana djela u izvorniku
- Mark Twain mobile ebooks  Arhivirana inačica izvorne stranice od 11. ožujka 2007. (Wayback Machine)
- Mark Twain u internetskoj bazi filmova IMDb-u (engl.)